# 青豫球迷冲突事件
青豫球迷冲突事件是指2009年6月27日中超联赛第13轮青岛中能球队0：1败于河南建业之后，青岛球迷和河南球迷之间爆发的冲突事件。比赛结束后，青岛球迷在场外用石头袭击了河南球迷乘坐的大巴，造成河南球迷受伤，进而引发双方之间的激烈冲突。

## 事件经过
2009年6月27日傍晚，河南建业客场战胜青岛中能，比赛结束后，河南球迷准备离开现场，但有多名河南的女球迷被青岛球迷围堵在球场内的厕所中无法脱身，进而引发了双方球迷之间的对骂。同时，一批离开现场的河南球迷乘坐的大巴被滞留在天泰体育场外的500多名青岛球迷用石块实施袭击，多辆大巴车都遭到不同程度的破坏，并有河南球迷被砸伤，接着双方爆发了激烈的冲突。在冲突中，一名青岛女球迷为了给自己的男友解围，自己把上衣撕开，露出蓝色内衣。
但在28日上午该名青岛女球迷却声称自己的上衣是被河南球迷扒光。而有一些媒体也进行了歪曲性报道误导读者。直到青岛女球迷自扒上衣的视频流出，青岛女球迷才被证明撒谎。之后，有媒体爆料该名青岛女球迷曾大闹CBA赛场。事件发生后，中国足协表示将按规定对青岛队主场做出处罚。但最终处理结果不得而知。